# Cacophis
Cacophis — рід змій родини аспідові (Elapidae). Представники роду поширені на сході Австралії. Всі вони отруйні, але не несуть небезпеки для людини. Це, як правило, нічні хижаки, що живляться ящірками.

## Види
Рід містить 4 види:
- Cacophis churchilli Wells and Wellington, 1985
- Cacophis harriettae Krefft, 1869
- Cacophis krefftii Günther, 1863
- Cacophis squamulosus Dumeril, Bibron & Dumeril, 1854